# میتسوبیشی کیو۲ام
میتسوبیشی کیو۲ام (به انگلیسی: Mitsubishi Q2M) یک هواپیمای ساختِ کارخانهٔ میتسوبیشی در کشور ژاپن است.